# Église Sainte-Anne de Düren
 (janvier 2018).

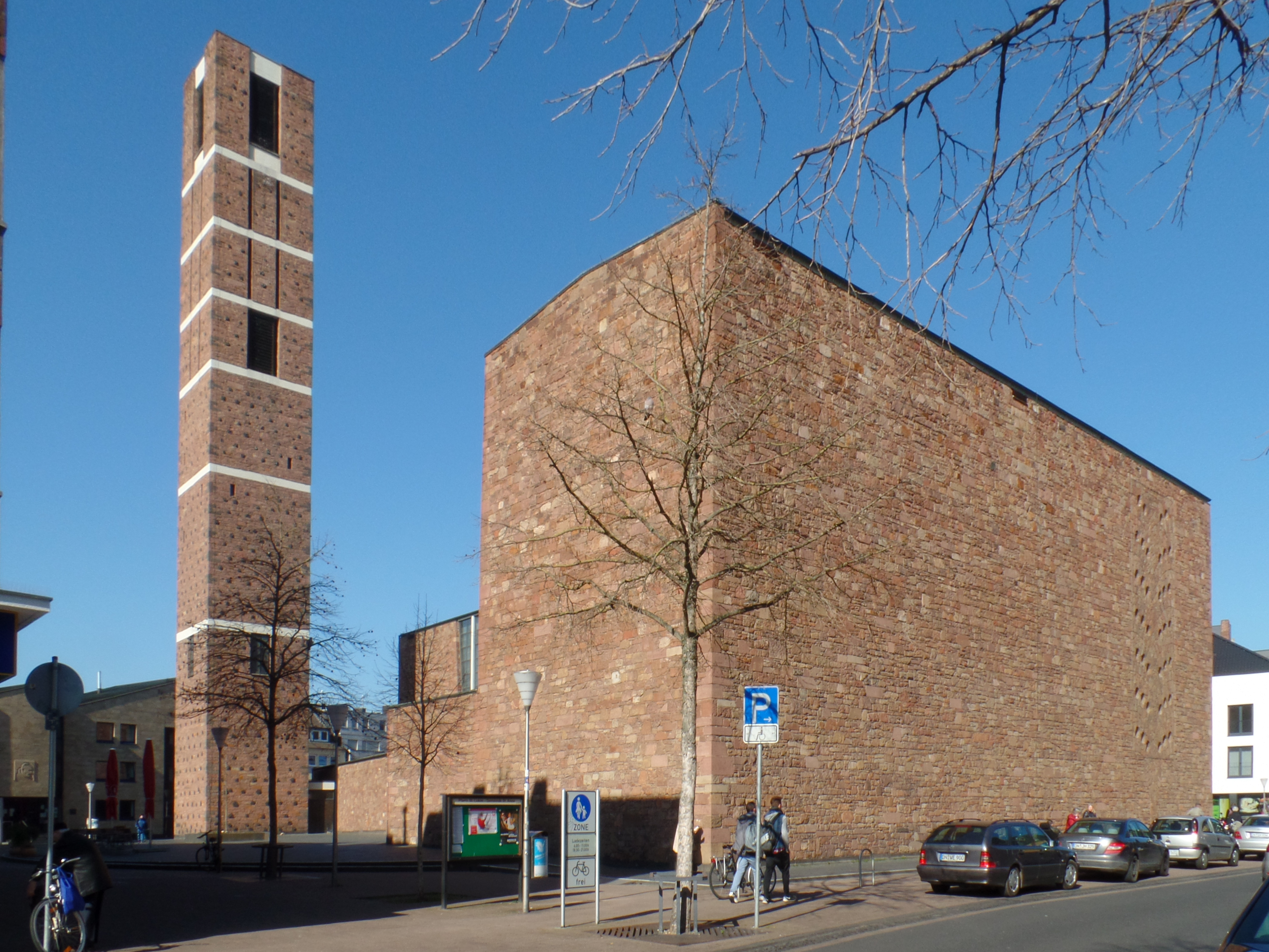
L'église Sainte-Anne actuelle

L’église Sainte-Anne est une église rattachée depuis le 1er janvier 2010 à la paroisse Saint-Luc à Düren. L’église n’a pas toujours été connue sous le patronyme de Sainte-Anne, puis qu’autrefois elle était consacrée à saint Martin. L'édifice actuel est surtout connu comme étant une œuvre majeure des architectes allemands Rudolf Schwarz et Maria Schwartz.

## Histoire du bâtiment

### Moyen Âge
L’édifice religieux, qui n’est alors qu’une chapelle, est mentionné pour la première fois sous le vocable de Saint-Martin en 748 dans une ordalie. En 941, on apprend qu’une plus grande église est construite par-dessus. C’est un édifice à trois nefs, de style roman, avec une abside semi-circulaire. Par la suite, la petite église romane a été remplacée par un nouvel édifice roman à quatre nefs, doté d’un clocher supérieur et d’une abside semi-circulaire.  

Entre 1250 et 1300, la construction d’une quatrième église remplace la précédente. Le bâtiment à trois nefs est de style gothique. De cet édifice, détruit le 16 novembre 1944 par les bombardements alliés, ne subsiste aujourd'hui que le portail sud.

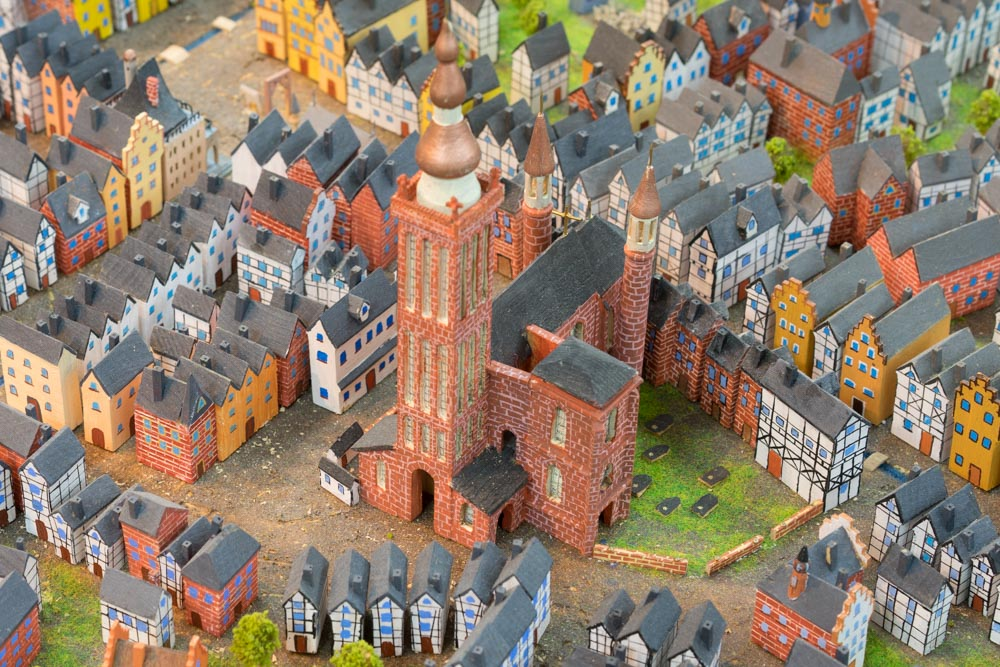
L'église vers 1634 (maquette)

### Renaissance
C’est en 1506 que l’église passe sous le vocable de Sainte-Anne. En 1510, 20 000 pèlerins viennent vénérer les reliques de la tête de sainte Anne. Ce nombre très élevé entraîne l’extension de l’église gothique.  
En 1543, le bombardement par les troupes impériales de Charles V endommage gravement l’édifice.

### XXeetXXIesiècles

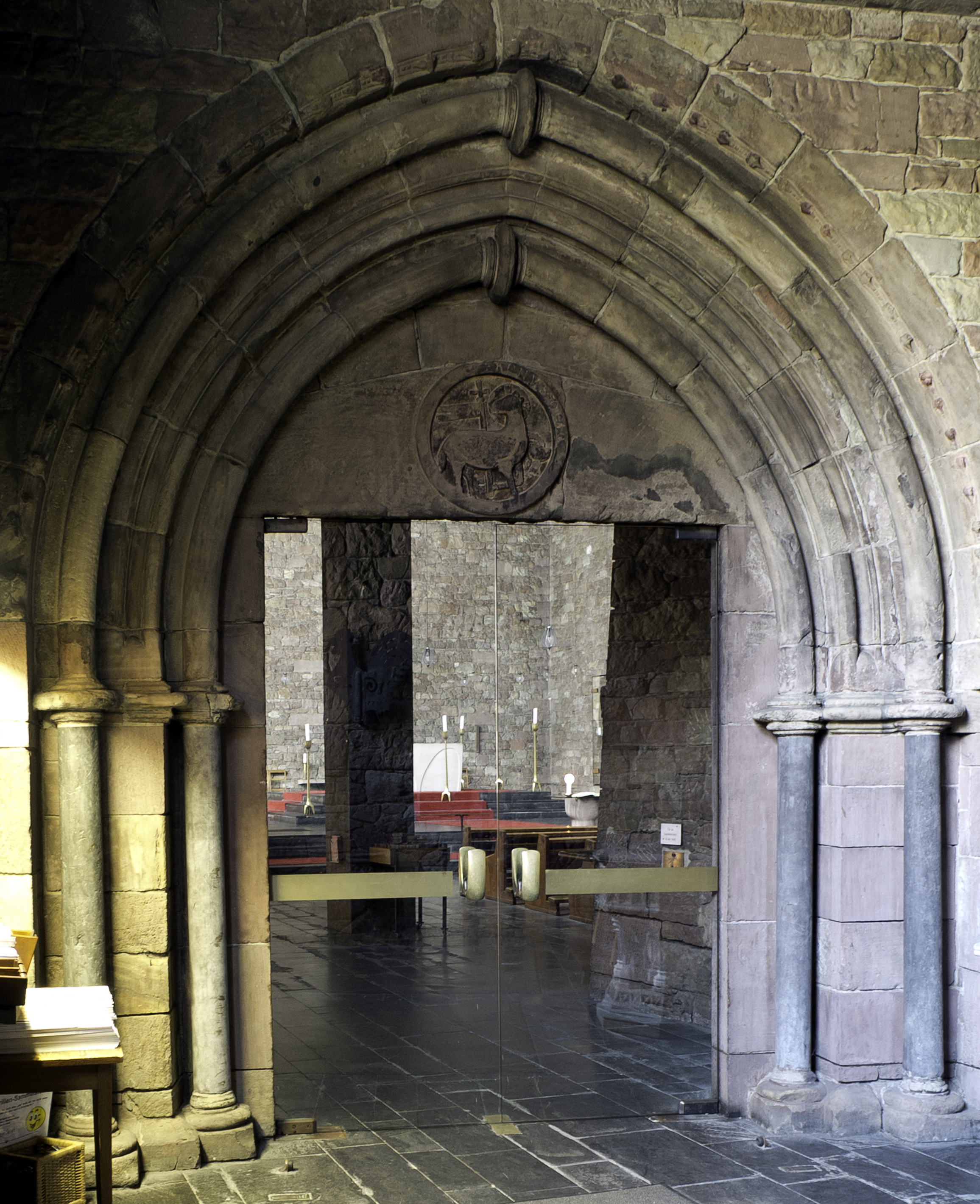
Portail Sud du XIVe siècle

Entre 1879 et 1881, une restauration du bâtiment est entreprise sous la direction de l'architecte Franz Schmitz. Une chapelle dédiée à sainte Marie est ajoutée au nord; une autre, dédiée à saint Joseph au sud. De 1883 à 1884, l’intérieur est complètement restauré d’après les plans de Heinrich Wiethase. Les dernières modifications d’importance sont ajoutées entre 1899 et 1902 par l’architecte Franz Statz. Il s’agit de deux sacristies rattachées au chœur.

### Seconde Guerre mondiale
Pendant la Seconde Guerre mondiale, l’église Sainte-Anne est complètement détruite par les bombardements du raid aérien de la Royal Air Force du 16 novembre 1944. Seul le portail sud et le tombeau, de style gothique tardif,contenant les reliques de sainte Anne ont échappé à la destruction. Chaque année, les reliques sont présentées le 26 juillet, jour de la fête de la sainte.

### L’après-guerre
Avec son nouveau presbytère, le prêtre Heinrich Köttgen assume également la difficile tâche de reconstruire l'église. La première mesure de reconstruction est l'enlèvement des décombres d'une hauteur d'environ 30 m de l'église détruite, qui est restée inchangée depuis novembre 1944 et est maintenant recouverte de buissons. Des restes de gravats inutiles sont conduits avec des wagons jusqu'au Wibbelrusch, les pierres utilisables sont récupérées à côté de la ruine. Peu à peu, l'église est nettoyée, de sorte que seuls les restes du mur sont restés. Des restes de l'équipement et des corps du clergé qui gisent sous les décombres de la tour se trouvent encore sous les décombres. Après la démolition, de nombreuses fouilles sont effectuées et le sous-sol est examiné.
Mi-1951, les plans de construction sont devenus plus concrets et il est décidé d'organiser un concours d'architecture. À cette fin, trois architectes de Cologne renommés sont invités en septembre 1951, à savoir Karl Band, Dominikus Böhm et Rudolf Schwarz. La paroisse leur dit seulement que les vieilles pierres de carrière doivent être réutilisées, environ 650 sièges doivent être fournis, le portail sud préservé doit être intégré et l'église doit être conçue pour les services paroissiaux normaux et pour le pèlerinage à Sainte-Anne. La date limite pour les inscriptions au concours est le 15 janvier 1952. Karl Band soumet un dessin et Dominikus Böhm et Rudolf Schwarz chacun deux dessins.
Un jury est mis en place le 30 janvier 1952 au musée Leopold Hoesch, présidé par le maître d'œuvre de la cathédrale d'Aix-la-Chapelle Felix Kreusch. Les autres juges sont Heinz Dohmen, Alfons Leitl, le maître d'œuvre de la cathédrale de Cologne Willy Weyres, Hans Schwippert, le directeur de la ville Hans Brückmann, le vicaire de la cathédrale Erich Stephany et le pasteur Heinrich Köttgen. Rudolf Schwarz remporte la première place, Karl Band la deuxième, Rudolf Schwarz la troisième, Dominikus Böhm la quatrième et cinquième.
C’est entre 1954 et 1956 que la construction d’une nouvelle église, sur les ruines de l'ancienne, est donc confiée à Rudolf Schwarz, connus pour le grand nombre d'églises qu'il construit en Allemagne et en Autriche à la même époque. La première pierre est posée le 16 janvier 1955. La nouvelle église est consacrée le 7 juillet 1956 par l’évêque d’Aix-la-Chapelle Johannes Pohlschneider. La construction du clocher à côté de l'église est plus tardive, elle a commencé le 11 mars 1936 et a été achevée en avril 1964.

## Architecture

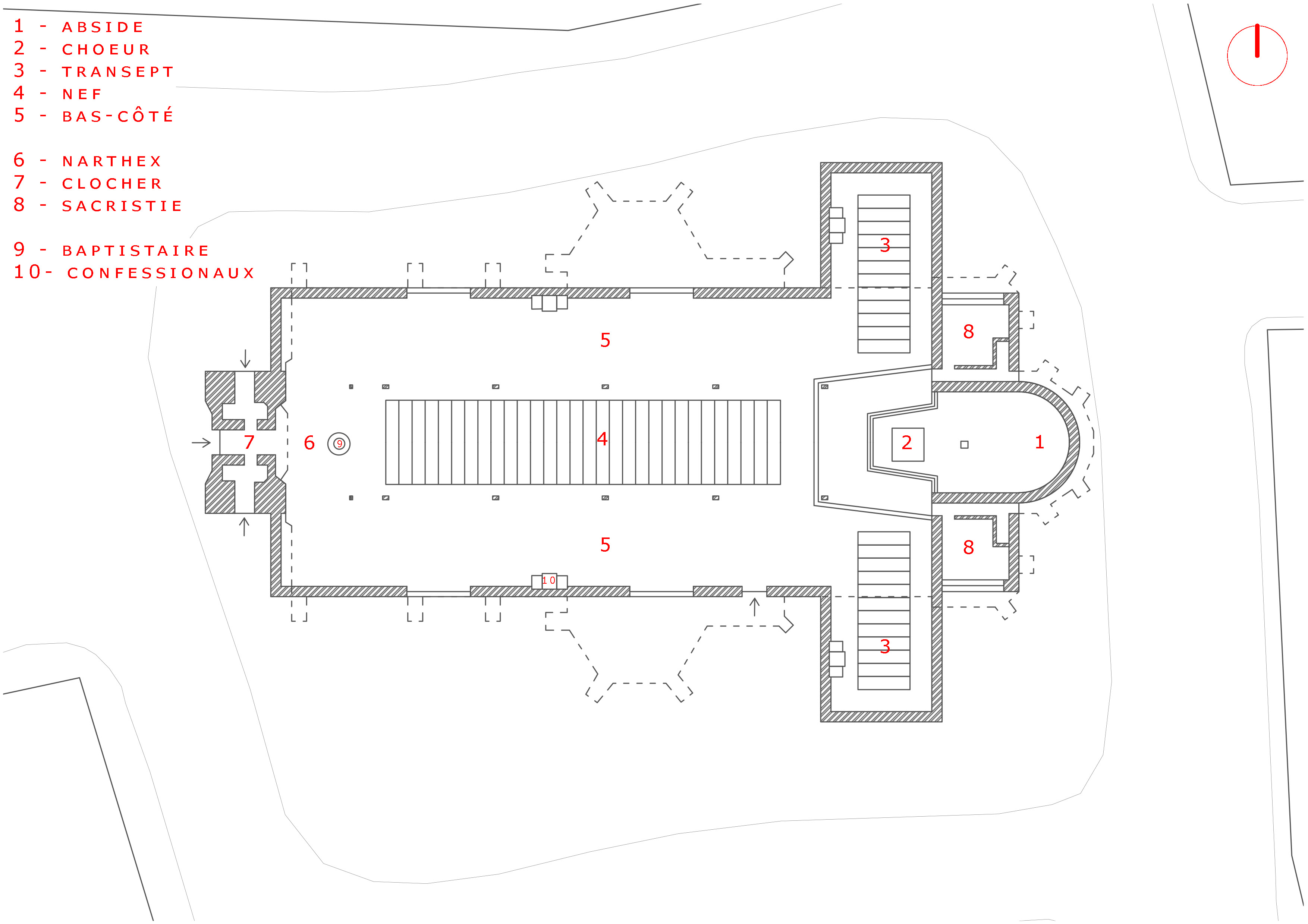
Plan de l'église Sainte-Anne en 1902. En pointillé, le plan de l'ancienne église gothique.

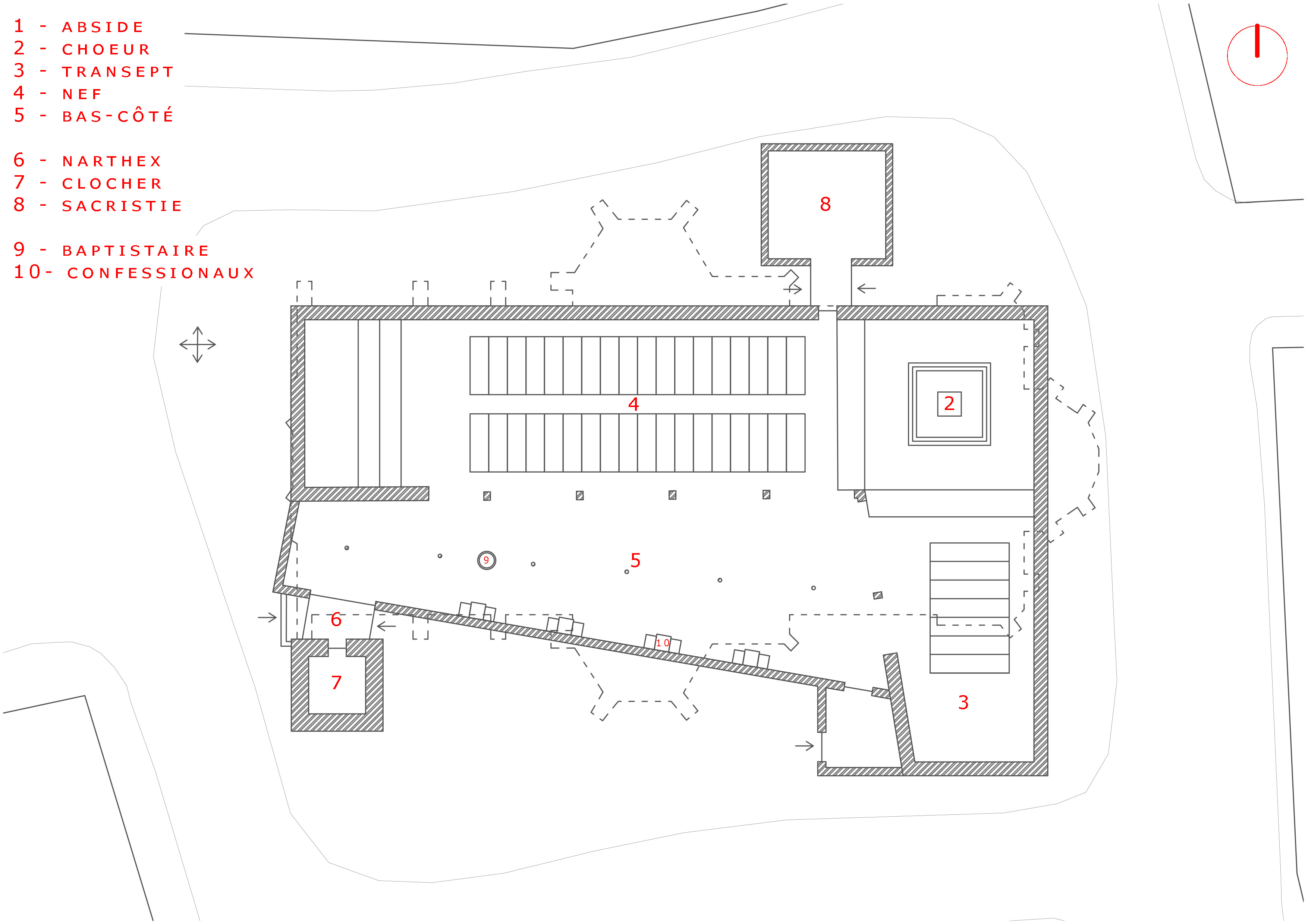
Plan de l'église Sainte-Anne en 2010. En pointillé, le plan de l'ancienne église gothique.

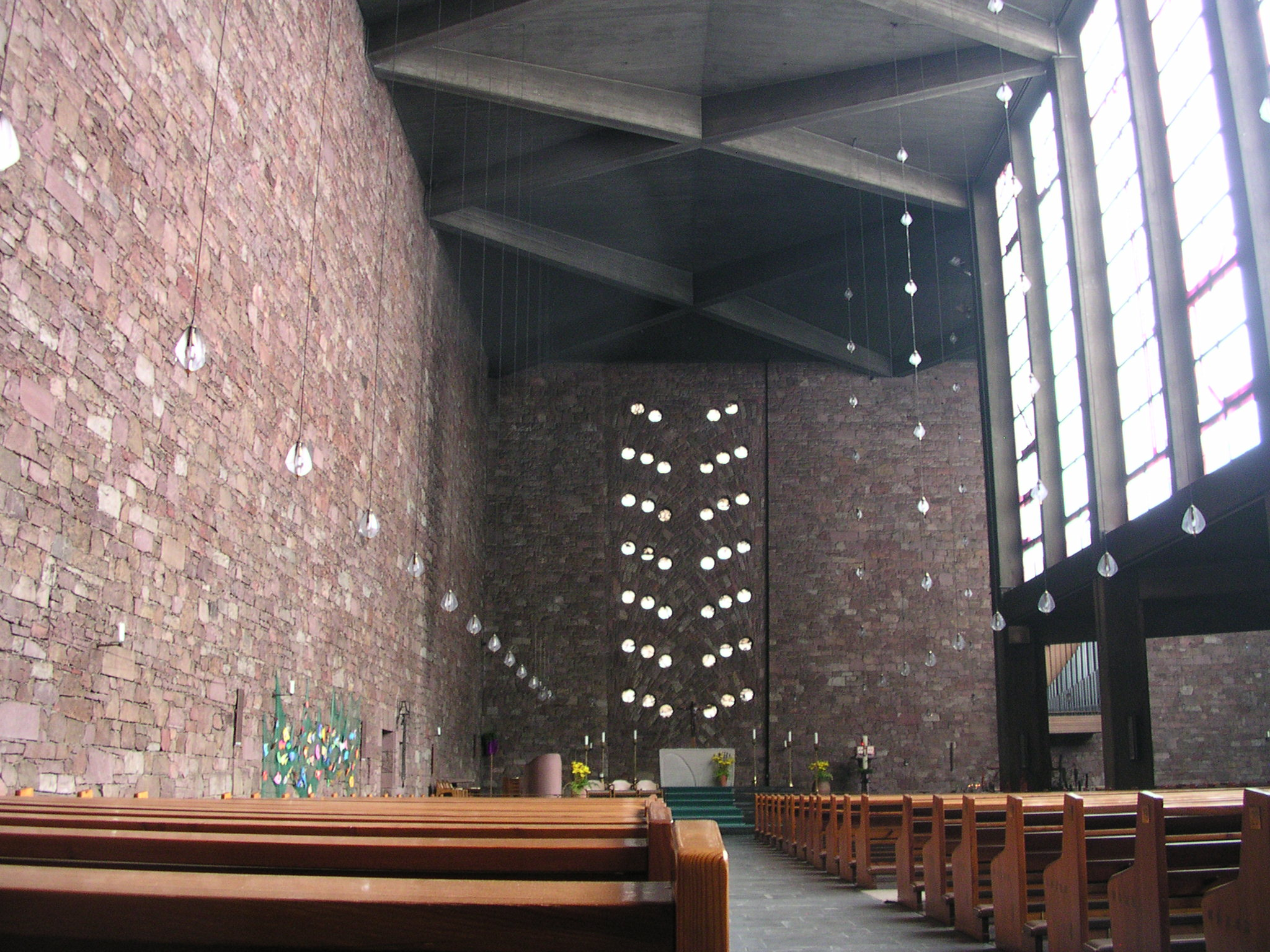
Vue depuis le fond de la nef. On aperçoit en face le cœur et sur la gauche le bas-côté

Rudolf Schwarz s’appuie sur le tracé de l’ancienne église. Cependant, si l’église précédente optait pour un plan classique en croix latine, Le nouveau bâtiment rompt avec la symétrie et la hiérarchie des espaces intérieurs.  À la sortie de la Seconde Guerre mondiale, l’architecte allemand choisit de ne pas faire table rase de l’histoire, mais de au contraire l’intégrer aux éléments contemporains de la construction, faisant de l’église un lieu de mémoire tourné vers l’avenir. En effet, la nouvelle église dialogue avec la riche histoire architecturale du site. On retrouve la massivité du mur roman et la verticalité gothique qui prennent place entre les structures préfabriquées du modernisme de l’Allemagne d’Après-guerre. Les pierres en grès issues des ruines constituent la nouvelle enveloppe du bâtiment, tandis que le sol en schiste local fait face au toit en béton armé.   
Rudolf Schwarz conçoit son bâtiment comme une ballade architecturale emmenant le fidèle des ténèbres à la lumière. Chaque espace est différent et a un rôle bien particulier.
- Le narthex est l’endroit par lequel on entre. Il se situe entre le clocher et le volume principal de l’église. Espace de petite dimension, il invite les fidèles à pénétrer un par un dans l’église.

- Le bas-côté est un espace large et sombre de basse-hauteur sous plafond. Il est uniquement éclairé par des puits de lumière zénithal se reflétant sur le sol en schiste noir. La structure du plafond se pose sur une rangée de petites colonnes, séparant longitudinalement l’espace en deux. Du côté du mur se trouve le baptistère, les confessionnaux ainsi que les oratoires. C’est le lieu du recueillement. De l’autre côté, une galerie se crée entre les colonnes centrales du bas-côté et celles de la nef. Cette galerie accueille les pèlerins et les fidèles avant et après les offices et permet d’accéder au transept et à la nef.

- La nef accueille l’assemblée lors des grands offices. Elle peut accueillir jusqu’à cinq-cents personnes. On y pénètre latéralement depuis le bas-côté. On fait alors face au mur en moellons construit avec les pierres en grès récupérées dans les ruines de l’ancien édifice. L'espace est éclairé par la lumière du sud, amenée par les grandes baies en pavé de verre qui occupent toute la hauteur du mur opposé, au-dessus des colonnes séparant la nef du bas-côté. Le plafond repose sur un système de poutres croisées en béton armé. Ainsi le poids de la toiture vient se répartir d'une part sur le mur en pierre massif et d'autre part sur une rangée de colonnes en béton armé. Le contraste entre l’opacité de ce mur brut minéral et de celui de la structure en béton armé laissant entrer la lumière, donne une atmosphère particulière à l'espace de la nef.Le reliquaire de sainte Anne du XIVe siècle

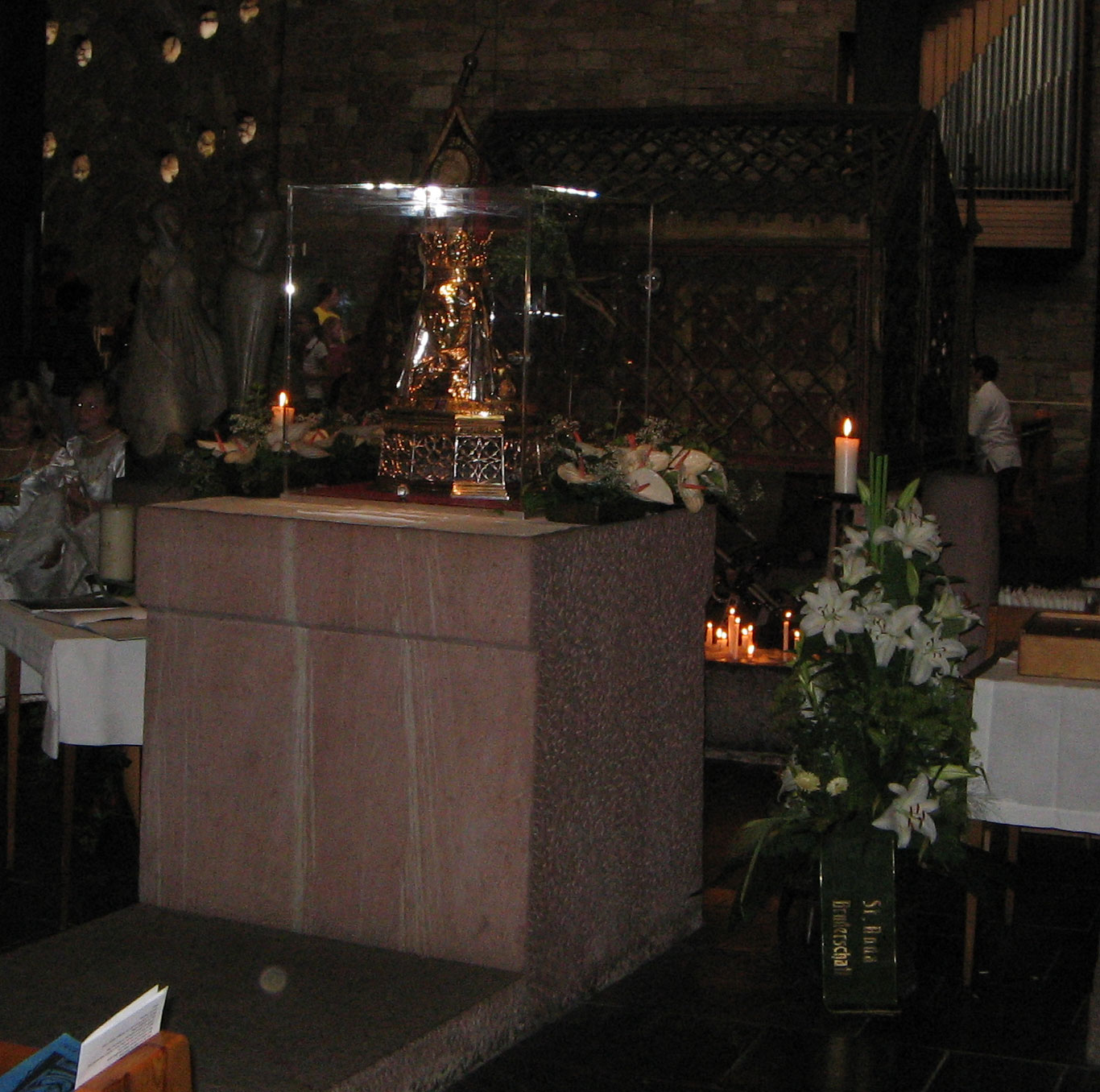
Le reliquaire de sainte Anne du XIVe siècle

- Le transept n’est accessible que depuis le bas-côté. C’est un espace perpendiculaire et identique à la nef mais qui se trouve être deux fois moins long. C’est là qu’ont lieu les offices de semaine, généralement plus modestes.

- Le chœur est l’espace situé à la croisée des transepts. Cela veut dire qu’il se trouve dans la prolongation du transept et de la nef. C’est un plan carré qui peut s’orienter dans les deux directions. C’est un endroit uniquement accessible aux clercs, pourtant seul quelques marches les séparent de la nef et du transept.

La construction du clocher à côté de l'église a commencé le 11 mars 1963 et s’est achevée en avril 1964.  Ses motifs verticaux semblent faire référence à ceux de l’architecture ottonienne, très présente en Rhénanie.    
L’église compte plusieurs œuvres d’art ou pièces remarquables. 
- Le reliquaire de sainte Anne datant du XIVe siècle se situant dans le bas-côté.

- Le portail sud du XIVe siècle est lui classé sur la liste des monuments historique de la ville de Düren.

- Treize reliefs en grès rouge sur le thème de « la relation de l’homme au Christ » sont attachés sur le mur extérieur nord. Ils ont été réalisés par le sculpteur Ewald Mataré et ses étudiants.

- À l’intérieur du chœur, sur le mur est, Rudolf Schwarz a installé un arbre de vie avec des ouvertures rondes en albâtre laissant passer la lumière. Depuis la nef, cette composition semble jaillir comme une source de derrière l’autel liturgique, également dessiné par l’architecte.

- Les grands vitraux de l’église ont été réalisés par le maître-verrier Alsdorfer Ludwig Schaffrath entre 1987 et 1988.